# ツガルウニ
ツガルウニ（津軽海胆、学名：Glyptocidaris crenularis）は、クロウニ目に属するウニの一種。系統的に古いグループに属すると考えられており、本種のみでGlyptocidaridae科を構成する。

## 特徴
成体の殻の直径は5〜7センチメートル、棘の長さは3センチメートルくらい。殻の高さは低めで、殻の直径の半分程度である。色は淡褐色で、棘の付け根の周辺部が濃赤色をしている。外見上は白亜紀に出現したカマロドント目のウニと区別できないが、特徴としては口器の上生骨が架橋しないことと、棘の基部に襟部があることが挙げられる。通常はあまり食用とはしない。

## 分布
北海道と東北の沿岸、中国北部の黄海方面の浅海に分布する。

## 生態
水深4メートルから160メートルくらいの海底に生息する。産卵期は2月から4月頃。

## 分類
ウニとしては古い系統に属するとされ、近縁の化石種は多いものの唯一現生しているホンウニモドキ科のウニと考えられていた。BISMaLでは、Phymosomatoida目（ホンウニモドキ目）Phymosomatidae科（ホンウニモドキ科）としている。Kroh & Smith（2010）は本種をホンウニモドキ科の絶滅群とは異なる系統として分離し、Stomopneustidae科（クロウニ科）や絶滅したStomechinidae科とともに新目Stomopneustoidaに含めた。WoRMSでは、Stomopneustoida目（クロウニ目）Glyptocidaridae科として、1科1属1種の単型とされている。